# Domenico Caracciolo

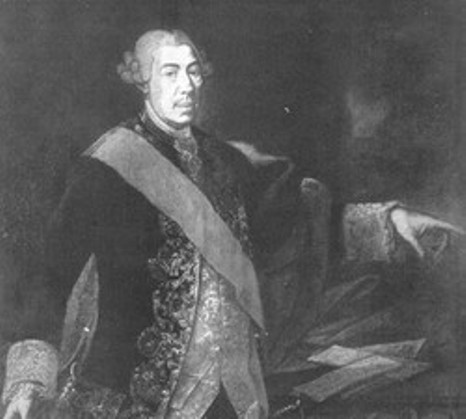
Domenico Caracciolo.

Domenico Caracciolo, född den 2 oktober 1715 i Malpartida de la Serena, död den 15 juli 1789 i Neapel, var en italiensk diplomat.
Caracciolo intog som neapolitanskt sändebud i Paris 1771–1781 en bemärkt plats i encyklopedisternas krets. Han var därefter vicekung över Sicilien fram till 1785.